# A Joke on Grandma
A Joke on Grandma je americký němý film z roku 1901. Režisérem je Edwin S. Porter (1870–1941). Film trvá necelé dvě minuty a premiéru měl 23. února 1901.
Jedná se o krátký němý film vyrobený společností Edison Manufacturing Company, která vznikla pod vedením Thomase Edisona v roce 1889.

## Zápletka
Zápletka se týká známé hry „Zvedni plachtu“ (anglicky Hoist the Sail), která je hrána s nic netušící babičkou. Babička sedí na velké židli a kolem ní je shromážděno šest půvabných vnuček, které počítají do šesti, když vtom  babičku náhle zvednou společně do vzduchu. Poté ji zase pustí zpět na zem. Babička se jim za tento šprým oplatí tím, že popadne jednu z vnuček a dá jí pořádný výprask.